# Mastax klapperichi
Mastax klapperichi é uma espécie de carabídeo da tribo Brachinini, com distribuição restrita ao Afeganistão.